# Пета египатска династија
Трећа, Четврта, Пета и Шеста династија древног Египта се често наводе под заједничким називом Старо краљевство.

## Владари пете династије
Познати владари у историји Египта, за Пету династију:
| Име               | Напомене | Датум                 |
| ----------------- | -------- | --------------------- |
| Усеркаф           | -        | 2498 - 2491. п. н. е. |
| Сахуре            | -        | 2487 - 2477. п. н. е. |
| Нефериркаре Какаи | -        | 2477 - 2467. п. н. е. |
| Шепсекаре Иси     | -        | 2467 - 2460. п. н. е. |
| Неферефре         | -        | 2460 - 2453. п. н. е. |
| Њусере Ини        | -        | 2453 - 2422. п. н. е. |
| Менкаухор Каиу    | -        | 2422 - 2414. п. н. е. |
| Ђедкаре Исеси     | -        | 2414 - 2375. п. н. е. |
| Унас              | -        | 2375 - 2345. п. н. е. |

Пета династија се сматра делом Старог краљевства у историји древног Египта. Манетон пише како су ти краљеви владали из Елефентатине, али археолози су пронашли доказе који јасно показују како су њихове палате биле смештене у Инеб-хеђу (Белим зидинама).
Како је фараон Усеркаф основао своју династију није сасвим сигурно. Папирус весткар, написан за време Средњег краљевства, казује причу како је краљу Куфуу из Четврте династије предсказано како ће тројке рођене од супруге свештеника Ра у Сакбуу свргнути њега и његове наследнике, како је то покушао спречити тако што ће ту дјецу, чија су имена Усеркаф, Сахура и Нефериркара, погубити; међутим последњих година су египтолози склонији ову причу сматрати легендом те признати како не знају што је довело до промене династије.

## Религија
За време Пете династије се догодило неколико важних промена у египатској религији. Појавили су се најстарије познате копије загробних молитиви на краљевским гробовима (познати као Пирамидски текстови). Култ бога Ра је добио на важности, краљеви од Усеркафа до Менкаухора су градили храмове посвећене богу Ра у или око Абусира. Онда је пред крај династије култ Озириса добио на важност, што је највидљивије по натписима пронађенима на гробу Унаса.
Међу Египћанима не-краљевског порекла је у то време велику славу због своје мудрости стекао Птахотеп, везир Дједкаре Исесија; Изреке Птахотепа су му приписане од стране каснијих преписивача. Не-краљевски гробови су такође били украшени натписима, исто као и краљевски, али су уместо молитви и чаролија на зидовима били написани животописи покојника.

## Трговина
Као и раније, трговачке експедиције су слане до Вади Магхаре и Вади Карита на Синају како би се ископавао тиркиз и бакар, и до каменолома северозападно од Абу Симбела где се копао гнајс. Трговачке експедиције су послане на југ у Пунт како би се добавио малахит, мира и електар, а археолошки налази у Библосу (Гебал или Губла) сведоче како је дипломатско изасланство било послано у тај феничански град. Предмети који носе имена неколико краљева Пете династије су пронађени на налазишту Дорак, близу Мраморног мора, и они могу представљати доказ трговине, мада се о њима мало зна.